# Jean-Marie Pradier
 (septembre 2009).
Si vous disposez d'ouvrages ou d'articles de référence ou si vous connaissez des sites web de qualité traitant du thème abordé ici, merci de compléter l'article en donnant les références utiles à sa vérifiabilité et en les liant à la section « Notes et références ».
Pour les articles homonymes, voir Pradier.
Jean-Marie Pradier, né à Marrakech le 15 mars 1939, est un  professeur émérite de l’université Paris 8 qui a codirigé le Département Théâtre jusqu’à son départ à la retraite en 2009. 

## Parcours
Il est né à Marrakech le 15 mars 1939. Docteur en psychologie et docteur ès Lettres il a soutenu une thèse en psychologie en 1969 ayant pour objet l’analyse du discours de jeunes comédiens en apprentissage. Sa thèse d’État en 1980 a été consacrée à l’approche interdisciplinaire du phénomène théâtral.
J.-M. Pradier a tout d'abord enseigné à l'Institut de Psychologie de l’université de Toulouse, tout en exerçant le théâtre dans un groupe expérimental et en milieu psychiatrique en France (centre psychothérapeutique Ph. Pinel de Lavaur). 
Après des recherches dans le Kurdistan d'Irak a été nommé à l’université d’Istanbul au titre de la coopération. Congédié par les autorités turques en raison de ses travaux sur le mouvement de libération nationale kurde, en poste à l’Alliance Française de Montevideo (Uruguay) pendant cinq ans, il a fondé et animé le Teatro Laboratorio de Montevideo avant d’être affecté à l’université de Rabat. 
Associé au théâtre Norwid, il a organisé avec le concours d’Alina Obidniak sa directrice, le premier colloque international sur les aspects scientifiques du théâtre, tenu à Karpacz en septembre 1979 auquel ont participé notamment Jerzy Grotowski, Eugenio Barba, le Dr Henri Laborit, l’éthologiste Guy Busnel, Abraham Moles, Janusz Degler, Krystian Lupa. 
Membre, permanent de l’International School of Theatre Anthropology (ISTA) depuis sa fondation en 1979 par Eugenio Barba. 
À son retour en France affecté à l’Université de Paris 7 au Laboratoire de l’Imaginaire de Jean Duvignaud, puis nommé au département théâtre de l’Université de Paris 8, J.-M. Pradier y a fondé et dirigé le groupe de recherche interdisciplinaire sur les comportements humains spectaculaires organisés (OHPB) devenu Laboratoire d’ethnoscénologie, après le colloque de fondation de cette discipline à l’UNESCO et à la Maison des Cultures du Monde (mai 1995). 
Président du LIPS Laboratoire Interdisciplinaire des Pratiques Spectaculaires il a réalisé plusieurs universités internationales d’été pour la recherche associant artistes et scientifiques. 
Directeur scientifique de la revue L’Ethnographie, J.-M. Pradier est l’auteur de nombreuses publications. 
Il appartient en tant que peintre au cercle confidentiel du Pornographic Mysticism. Première exposition collective : Montevideo novembre 1976.

## Publications sélectives
- “Ethnoscénologie manifeste” : Théâtre/Public, mai-juin 1995, n° 123, pp. 46-48
- Fànic, Fàlic, Fàtic - Vers una teoria neurocultural dels espectacles vius, Acadèmia Dels Nocturns, Universitat de València, 1998
- La scène et la fabrique des corps. Ethnoscénologie du spectacle vivant en Occident, (Ve siècle av. J.-C.- XVIIIe siècle), Presses Universitaires de Bordeaux, coll. “Corps de l’Esprit”, 1997 (351 pages, bibliographie)
- “Ethnoscenology : the Flesh is Spirit”, New Approaches to Theatre Studies and Performance Analysis, (Günter Berghaus ed.) The Colston Symposium, Bristol, Max Niemeyer Verlag, Tübingen , 2001, pp. 61-81
- “Toward a Biological Theory of the Body in Performance”, New Theatre Quarterly, vol. VI, 21, February 1990, Cambridge University Press: 86-98